# Ibrahim Biçakçiu
Ibrahim Aqif Biçakçiu (también conocido como Ibrahim Biçakçiu, 	Elbasan después Valiato de Monastir, 10 de setiembre de 1905 – República Popular Socialista de Albania, 4 de enero de 1977) fue un terrateniente albanés y colaborador del Eje, Presidente del Comité Ejecutivo Provisional del 14 de septiembre al 24 de octubre de 1943 y primer ministro de Albania en 2 ocasiones del 14 de septiembre hasta el 4 de noviembre de 1943 y del 6 de septiembre al 26 de octubre de 1944 durante la ocupación nazi.

## Biografía

### Primeros años
Nacido en 1905, Ibrahim Biçakçiu era hijo de Aqif Pasha Biçakçiu de Elbasan. Su familia ayudó en la Independencia de Albania y fue a través de la influencia de su familia que creció con la misma ideología y creencias.

### Segunda Guerra Mundial
En 1943, junto con Bedri bey Pejani y Xhafer Deva, ayudó a fundar un comité nacional de veintidós líderes albaneses y albanokosovares, que declaró a Albania independiente de la ocupación fascista y que eligió un comité ejecutivo para formar un gobierno provisional.

### Primer ministro
Después de una semana de negociaciones, Ibrahim Biçaku acordó liderar un nuevo y pequeño gobierno después de Fiqiri Dine. Aunque Biçaku era el amigo perfecto de Alemania, su reinado fue, sin embargo, bastante incompetente. Esto se debió principalmente a que Alemania estaba al borde de la derrota y los partisanos albaneses se estaban moviendo, listos para atacar. El periódico de Tirana señaló que había encabezado el comité ejecutivo provisional exactamente un año antes, antes de la construcción del gobierno de Mitrovica. Biçaku se había convertido, una vez más, en el testaferro de los alemanes. Se señaló que Biçaku jugaba ocasionalmente al ping-pong con el embajador Martin Schliep.

### Después de la guerra
A pesar de que muchos de los balistas huyeron de Albania después de que los comunistas anunciaran su victoria, Biçakçiu, como el padre Anton Harapi y Cafo Beg Ulqini, decidió no irse y decidió que prefería morir en su país de nacimiento que en suelo extranjero. Fue detenido por las fuerzas comunistas en Shkodër el 6 de diciembre de 1944 y condenado a cadena perpetua en el Tribunal Especial de Tirana el 13 de abril de 1945. Pasó la mayor parte de sus años en prisión en Burrel y fue liberado el 5 de mayo de 1962 en Elbasan. En sus últimos años le dieron un trabajo como limpiador de baños públicos en su ciudad de Elbasan. Biçakçiu murió el 4 de enero de 1977.